# Geothlypis beldingi
La mascarita peninsular, mascarita de Belding o mascarita bajacaliforniana (Geothlypis beldingi) es una especie de ave paseriforme de la familia Parulidae endémica del sur de la península de Baja California, en México.
Está estrechamente relacionada con la mascarita común (G. trichas), la mascarita tampiqueña (G. flavovelata) y la mascarita de Bahamas (G. rostrata), con las que llegó a ser considerada coespecífica. Sin embargo está aislada geográficamente, llegando a coincidir solo parcialmente en el norte de su territorio con poblaciones migratorias de la mascarita común.
Debe su nombre a Lyman Belding (1829-1917), ornitólogo estadounidense.

## Descripción
Mide 13 o 14 cm de longitud promedio en su edad adulta. Hay diferencias entre los sexos y las edades. El macho es oliváceo en las partes dorsales y amarillo en las ventrales, con algo de pardo u ocre en los costados. Presenta una máscara negra característica del género Geothlypis, pero se caracteriza por una raya amarilla que delimita ésta de la corona, a diferencia de la mascarita común, donde la raya es blanquecina y de la mascarita tampiqueña, con la raya amarilla pero mucho más amplia.
La hembra carece de máscara. Las partes dorsales, área loreal y auricular son oliváceas. Tiene un anillo ocular amarillo pálido y una lista superciliar parda olivácea. Las partes ventrales (desde la garganta) son amarillas, con algo de pardo en los costados y el vientre blancuzco. Resulta muy difícil distinguirla de las hembras de las especies cercanas, de no ser por su distribución única. 
Los juveniles tiene las partes dorsales de color oliva con dos barras rojizas pálidas en cada ala; las partes ventrales son grisáceas. Los inmaduros son similares a la hembra adulta, pero con pequeñas manchas negras en la cara.

## Distribución y hábitat
Habita en humedales de agua dulce, en los oasis y ríos sudcalifornianos, aunque ha llegado a registrarse en zonas pantanosas costeras, en áreas agrícolas y urbanas, siempre cercana a cuerpos de agua. Se la encuentra entre la vegetación acuática: tules, espadañas, juncos.
Su distribución es fragmentada, extendiéndose por el centro y sur de la península de Baja California, principalmente en el estado mexicano de Baja California Sur. Se han registrado poblaciones saludables desde San Ignacio hasta Los Cabos. La presión que existe sobre los oasis y la falta de agua en la región pone en riesgo a la especie.
Construye su nido entre las plantas acuáticas, a baja elevación. El nido es en forma de taza y se elabora a partir de fibras vegetales. La hembra pone 2 o tres huevos blancos con algunas manchas oscuras.
El canto es fuerte y melodioso, similar al de la mascarita común.

## Subespecies
Se conocen dos subespecies de Geothlypis beldingi:
- Geothlypis beldingi beldingi (Ridgway, 1882). Presente en humedales del sur de la península de Baja California, en el municipio de El Cabo. Se distingue por la raya amarillo limón arriba de la máscara, las partes dorsales son de color amarillo oliváceo y las partes ventrales amarillo brillante.

- Geothlypys beldingi goldmani (Oberhoiser, 1917). Presente en el centro de la península de Baja California. Es de plumaje más opaco, con la raya arriba de la máscara de color amarillo deslavado. Las partes dorsales son de color oliva y las ventrales amarillas.